# Ел Паријам (Тампамолон Корона)
Ел Паријам (шп. El Pariam) насеље је у Мексику у савезној држави Сан Луис Потоси у општини Тампамолон Корона. Насеље се налази на надморској висини од 79 м.

## Становништво
Према подацима из 2010. године у насељу су живела 4 становника.

### Хронологија
| Година       | 2000 | 2005      | 2010 |
| ------------ | ---- | --------- | ---- |
| Становништво | 7    | 4 (3 / 1) | 4    |

### Попис
| # | Индикатор                     | Вредност |
| - | ----------------------------- | -------- |
| 1 | Укупно домаћинстава           | 3        |
| 2 | Укупно насељених домаћинстава | 1        |
| 3 | Величина локације             | 1        |